# Patrik Pulkkinen
Patrik Pulkkinen (Helsinki, Finlandia, 14 de marzo de 2001) es un piloto de motociclismo finés que participó en la categoría de Moto3 con el Peugeot MC Saxoprint. Pulkkinen también ha sido un competidor en la Red Bull MotoGP Rookies Cup en 2015 y 2016.

## Resultados

### Red Bull MotoGP Rookies Cup

#### Carreras por año
| Temp. | 1        | 2        | 3        | 4        | 5        | 6        | 7        | 8         | 9         | 10       | 11     | 12       | 13       | Pos. | Pts. |
| ----- | -------- | -------- | -------- | -------- | -------- | -------- | -------- | --------- | --------- | -------- | ------ | -------- | -------- | ---- | ---- |
| 2015  | JER 1 15 | JER 2 19 | ASS 1 12 | ASS 2 12 | SAC 1 16 | SAC 2 13 | BRN 1 12 | BRN 2 Ret | SIL 1 15  | SIL 2 13 | MIS 17 | ARA 1 10 | ARA 2 14 | 19.º | 28   |
| 2016  | JER 1 14 | JER 2 17 | ASS 1 11 | ASS 2 16 | SAC 1 15 | SAC 2 13 | RBR 1 7  | RBR 2 8   | BRN 1 Ret | BRN 2 5  | MIS 18 | ARA 1 8  | ARA 2 10 | 14.º | 53   |

### Campeonato del mundo de motociclismo

#### Por Temporada
| Temp. | Cat.  | Moto    | Equipo               | Carreras | Victorias | Podios | Poles | V.Ráp. | Pts. | Pos. |
| ----- | ----- | ------- | -------------------- | -------- | --------- | ------ | ----- | ------ | ---- | ---- |
| 2017  | Moto3 | Peugeot | Peugeot MC Saxoprint | 18       | 0         | 0      | 0     | 0      | 0    | NC   |
| Total |       |         |                      | 18       | 0         | 0      | 0     | 0      | 0    |      |

#### Carreras por año
Sistema de puntuación desde 1993 hasta la actualidad:
Sistema de puntuación de 1993 hasta 2022:
| Posición | 1.º | 2.º | 3.º | 4.º | 5.º | 6.º | 7.º | 8.º | 9.º | 10.º | 11.º | 12.º | 13.º | 14.º | 15.º |
| Puntos   | 25  | 20  | 16  | 13  | 11  | 10  | 9   | 8   | 7   | 6    | 5    | 4    | 3    | 2    | 1    |

(Carreras en negrita indica pole position, carreras en cursiva indica vuelta rápida)
| Año  | Clase | Moto    | 1       | 2      | 3      | 4      | 5      | 6      | 7      | 8      | 9      | 10     | 11     | 12     | 13      | 14     | 15     | 16      | 17     | 18     | Pos. | Pts. |
| ---- | ----- | ------- | ------- | ------ | ------ | ------ | ------ | ------ | ------ | ------ | ------ | ------ | ------ | ------ | ------- | ------ | ------ | ------- | ------ | ------ | ---- | ---- |
| 2017 | Moto3 | Peugeot | QAT Ret | ARG 26 | AME 27 | SPA 26 | FRA 23 | ITA 27 | CAT 27 | NED 22 | GER 25 | CZE 30 | AUT 24 | GBR 24 | RSM Ret | ARA 29 | JPN 22 | AUS Ret | MAL 23 | VAL 29 | NC   | 0    |